# 流江郡
流江郡，中国南北朝时设置的郡。
北周武成元年（559年），改北宕渠郡置，治所在流江县（今四川省渠县）。辖境相当今四川省渠县。隋朝开皇初年，废。